# Фарід ад-Дін Аттар
Шейх Фарід ад-Дін Аттар, часто просто Аттар («аптекар», прізвисько відображає основну професію), справжнє ім'я — Абу Хамід Мухаммад ібн Абу Бакр Ібрагім (або ібн Са‘д ібн Юсуф, роки життя і обставини смерті спірні) — перський суфійській поет XII століття, автор численних поем і віршів. Вірші Аттара пройняті пристрасним прагненням до єднання з божеством, глибокими філософськими думками. Серед найбільш визначних творів Мантик-ут-Тайр (Розмова птахів) та Ілягі-Нама (Книга богині).

## Роки життя
Джерела розходяться в датах народження та смерті, датування недоказові.
Згідно з деякими джерелами, Аттар народився в 1119 році, рік смерті невідомий.
Інші джерела наводять як дати народження другу половину XII століття, а як рік смерті вказують 1230 рік. Комбінація 1119 року народження і 1230 року смерті, також зустрічається в джерелах, що робить Аттара довгожителем, при тому, що в своїх творах він не згадує себе як глибокого старця.
Третя група джерел вважає, що Аттар народився 1145 або 1146 році в Нішапурі, і відносить смерть до різанини, яка сталася в Нішапурі після взяття його монгольськими військами Тулуя в 1221 году.